# Літвінкович Євген Михайлович
Євге́н Літвінкович (*4 листопада 1982, Жодино) — популярний в Україні співак родом з Білорусі, автор та виконавець. Фіналіст шоу «Україна має талант 4» 2012 року та супер-фіналіст шоу «Х-фактор 3» на початку 2013 року.

## Біографія

### Дитинство та юність
Народився 4 листопада 1982 року у білоруському місті Жодино в сім'ї майстра з ремонту взуття Михайла Євгеновича Літвінковича та фотографа Надії Михайлівни Літвінкович. Після ранньої смерті батька допомогу у вихованні Жені надавала старша сестра Олена.
З 7 років навчався у школі № 5 з музично-хореографічним нахилом.
У віці 10 років вступив до художньої школи, яку закінчив з відзнакою.
Паралельно займався бойовими мистецтвами (дзюдо і самбо) та став Кандидатом у Майстри спорту з самбо. Брав участь у КВК у складі жодінської команди «На грани».
Після 9 класу вступає до художнього реставраційного училища, але не закінчує його, почавши підприємницьку діяльність. Першим досвідом у бізнесі став продаж окулярів та рукавичок з намету на місцевому ринку. Заробивши певні кошти, Євген спочатку відкриває дискотеку «Клітка» просто неба, згодом займається нічним клубом «Екстра», рестораном «Рай», відкриває невеличке кафе «У Жеки».

### Початок музичної кар'єри
Займаючись на ринку продажем окулярів та рукавичок, Євген паралельно влаштовується на півставки на роботу звукооператором у місцевий БК «Ровесник», де забезпечує музичний супровід репетицій у зразковій студії естрадної пісні «Срібна трель» під керівництвом викладача Неллі Амбарцумян. Звернувши увагу на вокальні здібності Євгена, йому пропонують почати займатися цим більш серйозно.
2006 року здобуває гран-прі на фестивалі «Жодинская весна» як переможець у категорії виконавців віком від 16 до 25 років, та отримує як приз кольоровий телевізор «Горизонт». Пізніше здобуває приз на національному фестивалі білоруської пісні та поезії «Минщина поёт с оркестром».
У 2009 році стає фіналістом конкурсу «Нові голоси Білорусі» у межах відбору солістів-вокалістів до Президентського оркестру та бере участь у «Музичних вечорах у Мирському замку» з піснею «Дружба» в дуеті з відомою білоруською виконавицею, учасницею «Євробачення-2013» Альоною Ланською.
У липні 2009 року Євген стає володарем Гран-прі Х Міжнародного конкурсу молодих виконавців естрадної пісні у містечку Веліж Смоленської області Росії.
У 2009–2010 роках стає учасником проєкту каналу ОНТ «Музичний суд».
У вересні 2011 року Євген стає переможцем Міжнародного фестивалю «Молодь Росії та Білорусі у XXI столітті разом» у Митищах у номінації «За найкращу акторську майстерність» разом з іще однією вихованицею Жодинської зразкової студії естрадної пісні МБК «Срібна Трель» Валентиною Павловою.
24 вересня 2011 року під час святкового концерту, присвяченого дню міста Жодино, Євгена Літвінковича було відзначено найвищою нагородою міського виконавчого комітету, нагороджено Почесною грамотою за успіхи у сфері культури, яку йому вручили голова міськвиконкому Жодино Михайло Омелянчук та генеральний директор ВАТ «БелАЗ» Петро Пархомчик.
На початку 2012 року Євген проходить відбірковий тур на шоу «Академія Талантів» на каналі ОНТ, але залишає конкурс після першого прямого ефіру.
Протягом чотирьох років Євген бере участь у відбіркових турах на конкурс Нова Хвиля у 2010, 2011 (фіналіст),2012 (півфіналіст) роках. У 2013 він бере участь у відбірковому турі від України.
У 2012 році виступає на Слов'янському Базарі.

### Успіх в Україні
Україна має талант 
На кастингу шоу Україна має талант у Харкові 31 березня 2012 року виконав пісню Alyosha «Sweet People», з якою та представляла Україну на конкурсі «Євробачення 2010». Виступ мав шалений успіх серед глядачів. Одностайним рішенням суддів Євген потрапив до півфіналу шоу, де виступив у прямому ефірі з піснею Лоліти Мілявської «Фетиш». За рішенням журі, Євген залишає шоу, проте отримує запрошення від одного з його членів Ігоря Кондратюка взяти участь в іншому, суто вокальному талант-шоу «Х-фактор». Проте, коли організаторами шоу «Україна має талант» було вирішено виділити ще одне місце у фіналі для учасника за вибором глядачів, його здобув Євген Літвінкович як лідер глядацького голосування. Конкурсною піснею цього разу було обрано пісню Діани Арбеніної «Катастрофически». За результатами фінального голосування Євген здобуває друге місце на шоу, але третє за рішенням суддів.
Пісні, виконані за період «Україна має талант»:
| Назва             | Автори                                                        | Інші виконавці    |
| ----------------- | ------------------------------------------------------------- | ----------------- |
| «Sweet People»    | Муз: Олена Кучер, Борис Кукоба, Вадим Лисиця Сл.: Олена Кучер | Альоша            |
| « Фетиш»          | муз. і сл. Олег Борщевський                                   | Лоліта Мілявська  |
| «Катастрофически» | муз. і сл. Діана Арбеніна                                     | «Ночные снайперы» |

  Х-фактор 
Шостого жовтня 2012 року на екрани вийшов ефір кастингу третього сезону шоу Ікс-Фактор, на якому співак виконав російську версію пісні Harel Skaat «Milim» під назвою «Слова», яка в майбутньому увійшла до дебютного альбому «Знаки зодиака». Жодного разу не потрапивши до номінації, у січні 2013 року Євген Літвінкович у суперфіналі шоу Ікс-Фактор посів друге місце, поступившись одеситці Аіді Ніколайчук.
Після закінчення шоу Євген разом з іншими учасниками вирушає в гастрольний тур 19-ма містами України (12 січня — 3 лютого 2013 р.)
Пісні, виконані у талант-шоу «Х-фактор»:
| Назва                                             | Автори                                                        | Інші виконавці                                                                     |
| ------------------------------------------------- | ------------------------------------------------------------- | ---------------------------------------------------------------------------------- |
| «Слова» («Milim»)                                 | Муз. — Tomer Adaddi Переклад — Володимир Младич               | Harel Skaat                                                                        |
| «Небо Лондона»                                    | муз. і сл. — Земфіра Рамазанова                               | Земфіра                                                                            |
| «Я пою» (з Олексієм Смірновим та Юлією Плаксіною) | муз. і сл. — Олександр Барикін                                | Алла Пугачова                                                                      |
| «Потусторонняя»                                   | муз. і сл. — Марина Леонова                                   | Саті Казанова                                                                      |
| «Мама»                                            | муз. і сл. — Олег Газманов                                    | Олег Газманов                                                                      |
| «Я то, что надо» (всі учасники)                   | муз. і сл. — Валерий Сюткин                                   | «Браво»                                                                            |
| «Кукушка»                                         | муз. і сл. — Виктор Цой                                       | «Кино», Земфіра                                                                    |
| «Седая ночь» (всі учасники)                       | муз. і сл.- Сергій Кузнєцов                                   | Юрій Шатунов                                                                       |
| «Пісня Остапа Бендера»                            | Муз.- Геннадій Гладков Сл. — Юлій Кім                         | Андрій Миронов З к.-ф. «12 стільців»                                               |
| «Ну-ка, все вместе!»                              | Муз. — Геннадій Гладков Сл. — Юрій Ентін                      | м.-ф. "Слідами бременських Музик"                                                  |
| «Да, я больше не хочу»                            | Муз.- Євген Кобилянський Сл. — Олена Небилова                 | Лоліта Мілявська                                                                   |
| «Fever» (всі учасники)                            | Eddie Cooley John Davenport                                   | Little Willie John, Peggy Lee, Elvis Presley, Ella Fitzgerald, Ray Charles, та ін. |
| «Холодно»                                         | муз. і сл.- Святослав Вакарчук                                | «Океан Ельзи»                                                                      |
| «Вставай, сонце»(всі учасники)                    | муз. і сл.- Андрій Підлужний                                  | «Нічлава»                                                                          |
| «Бесконечность»                                   | муз. і сл. -Земфіра Рамазанова                                | Земфіра                                                                            |
| «I want it all» (всі учасники)                    | муз. і сл. — Brian May                                        | «Queen»                                                                            |
| «Немного жаль»                                    | муз. і сл. — Ігор Ніколаєв                                    | Филипп Киркоров                                                                    |
| «Крошка моя» (всі учасники)                       | муз. і сл.- Сергей Жуков                                      | «Руки вверх!»                                                                      |
| «Тёмная Ночь»                                     | Муз. — Микита Богословський Сл.- Володимир Агатов             | Марк Бернес, к.-ф. "Два бійці"                                                     |
| «Skyfall»                                         | Adele Adkins Paul Epworth                                     | Adele, к.-ф. "Skyfall"                                                             |
| «Bad Romance» (всі учасники)                      | Lady Gaga                                                     | Lady Gaga                                                                          |
| «Voyage, Voyage»                                  | Dominique Albert Dubois and Jean-Michel Rivat                 | Desireless                                                                         |
| «Он был старше её»                                | муз. і сл.- Андрей Макаревич                                  | «Машина Времени»                                                                   |
| «Нажми на кнопку» (всі учасники)                  | муз. і сл. — Роман Рябцев                                     | «Технология»                                                                       |
| «Felicità» (дует з Albano)                        | Cristiano Minellono, Gino De Stefani, Dario Farina            | Al Bano и Romina Power                                                             |
| «Там нет меня»                                    | Муз. І. Ніколаєв Сл. П. Жагун-Лінник                          | Володимир Пресняков, Севара Назархан                                               |
| «We wish you a merry Christmas» (всі учасники)    | Різдвяний гімн 16-го століття                                 | -                                                                                  |
| «Sweet People»                                    | Муз: Олена Кучер, Борис Кукоба, Вадим Лисица Сл.: Олена Кучер | Альоша                                                                             |

## Після талант-шоу

### Знаки Зодиака
Після закінчення шоу «Х-фактор» Євген підписав 5-річний контракт із продюсерським центром каналу СТБ і почав роботу над першим альбомом.
Також у 2013 було створено московський фан-клуб Євгена Літвінковича, який очолив Філіп Кіркоров.
7 березня 2013 року на концерті «Фактор Весни», присвяченому святкуванню Міжнародного Жіночого Дня, Євген презентував свою першу авторську пісню «Знаки Зодиака».
Євген активно працює над новими піснями, записом свого першого альбому «Знаки Зодиака», а також багато виступає у різних містах України.
14 березня 2013 року відкривається офіційний сайт Євгена Літвінковича litvinkovich.com.
2 та 3 квітня проходять зйомки кліпу на пісню «Знаки Зодиака». Режисером відео роботи став Максим Літвінов. Кліп виходить у світ 23 травня.
6 квітня 2013 проходить масштабна фан-зустріч Євгена, на якій він оголошує про свій перший сольний концерт, запланований на 31 травня. У другій половині квітня починається продаж квитків, які розпродаються всього за тиждень. Євген сумісно з каналом СТБ приймають рішення про проведення у той самий день додаткового сольного концерту, квитки на який також було розкуплено за лічені дні. Обидва концерти проходять у залі Національної музичної академії України імені П. І. Чайковського (Київської консерваторії) з повним аншлагом.
Під час концерту було також презентовано перший альбом виконавця «Знаки Зодиака», до якого, окрім однойменної пісні, увійшли ще дві авторські пісні Євгена «Вот так-то лучше» і «К Тебе», пісня «Мама» (муз. Л. Ширіна, Ю. Ващука; сл. Н. Тамбовцева), а також 4 пісні, виконані на шоу «Х-фактор».

### К Тебе
Після приголомшливого успіху перших сольних концертів Євгена Літвінковича було оголошено про підготовку гастрольного тура містами України. В серпні проходять зйомки кліпу на пісню «К Тебе», режисером якого стає відомий кліпмейкер Олександр Філатович. Презентація кліпу пройшла на головній площі Києва на великому екрані після організованого з ініціативи продюсера та співака та підтриманого прихильниками Євгена оригінального флеш-моба.
Концертний тур «К Тебе» 14-ма найбільшими містами України відбувся у період з 6 по 21 листопада 2013 року. Одночасно з початком туру вийшов і однойменний другий альбом Євгена, до якого увійшло 4 пісні з альбому «Знаки Зодиака» («Мама», «К Тебе», «Вот так-то лучше», «Знаки зодиака»), а також нові пісні, автором більшості з яких є сам Євген. Одна з пісень — «Аномалия» — була презентована 16 жовтня 2013 року в ефірі українського музичного каналу М1.
За результатами роботи за 2013 рік, Євген отримує премію «Прорив року» від передачі «Неймовірна правда про зірок» каналу СТБ.

### Національний відбір на конкурс «Євробачення 2014»
21 грудня 2013 року Євген бере участь у національному відборі на конкурс «Євробачення 2014» від України з піснею «Стреляная птица». Потрапивши до фіналу конкурсу, Євген займає 8-ме місце з 20-ти учасників за підсумками голосування журі та глядачів. 

### Здесь и Сейчас
На початку 2014 року виходить пісня «Миражи», присвячена трагічним подіям, пов'язаним із Євромайданом в Україні. Автором пісні стає колега Євгенія за шоу «Х-фактор» — Марія Житнікова. Починається робота над новим альбомом. 
У травні 2014 року під час фіналу шоу «Україна має талант 6» була презентована головна пісня альбому «Здесь и сейчас», а також пісня українською мовою «Дійду до мети», написана ще одним учасником шоу «Х-фактор» Аркадієм Войтюком.
Того ж року Євген і канал СТБ достроково припиняють дію контракту про співпрацю, після чого артист продовжує кар'єру самостійно.
Влітку 2014 року Євген записує пісню «Охотница» з українською співачкою Ренатою Штіфель.
У другій половині 2014 року співак багато гастролює Україною. 25 листопада виходить другий альбом «Здесь и сейчас», та проходить тур на його підтримку, який охоплює 12 міст України. Новий альбом містить як нові пісні, написані самим Євгеном, а також іншими авторами, так і декілька пісень із першого альбому «К Тебе».

### Notre Dame de Paris
28 та 29 березня 2015 року у Палаці «Україна» у Києві проходить прем'єра концерту-сенсації пісень із мюзиклу «Notre Dame de Paris». Євген Літвінкович отримує роль Клопена. В ході концерту Євген виконує такі арії: «Les Sans-Papiers», «La Cour des Miracles», «Condamnés» — сольно, а також «Fatalité», «Où Est-Elle?», «Libérés», «L'Attaque De Notre-Dame» — разом із іншими солістами.

### «Любові й миру»
З 16 квітня по 27 травня 2015 року Євген проїжджає 20 міст України з концертною програмою «Любові й миру». Ціллю туру було оголошено підняття позитивного настрою українців у непростий період війни на Донбасі. Одночасно з початком туру виходить 4-й диск Євгена Літвінковича під назвою «Избранное», в який входить 19 найкращих композицій з репертуару артиста..
Після повернення з туру, 29 травня, Євген Літвінкович здобув звання «Співак року — 2014» в міжнародному конкурсі громадських уподобань «Фаворити Успіху».
Протягом усього часу Женя бере активну участь у різноманітних доброчинних проєктах, у тому числі "Незламні", виступає в населених пунктах, максимально наближених до зони АТО. А 7 квітня 2016 року він стає одним із запрошених гостів під час приїзду Ніка Вуйчича до Києва. З піснею "Слова" Женя виступає на НСК "Олімпійський" 
15 квітня світ побачив кліп на пісню "Реальная мечта". Одну з головних ролей у кліпі грає Олена Чинка, майстер спорту України, срібний призер Чемпіонату світу зі спортивних танців на візках, а також володарка багатьох інших премій 

### «Аномалія»
12 вересня 2016 року у столичному клубі Києва Caribbean Club Євген Літвінкович презентує нову відео-роботу на україномовну пісню "Наша любов" (слова і музика Марії Житнікової). Режисером кліпу стала Олександра Тесленко. Кліп містить елементи акро-йоги у виконанні Регіни Раінської та Михайла Товстоуса. 
Сама ж пісня отримала нагороду, як найкраща композиція місяця, від видання ShowbizUA.
У жовтні 2016 року Євген вирушає у свій черговий тур під назвою "Аномалія". Першим містом туру стає Мінськ. 7 жовтня Євген Літвінкович вперше виступає із сольним концертом у рідній Білорусі. Наступними містами туру стали Дніпро, Одеса, Запоріжжя та Харків. У новій концертній програмі Євген вирішив дещо змінити свій звичний стиль на більш поп-роковий. До туру вперше увійшли такі пісні як "Дороги" та "Маленькая девочка".

## Робота та визнання в Білорусі
Наприкінці листопада — на початку грудня 2013 запрошено виступити у музичному марафоні в місті Барановичі. У рамках проєкту він заспівав на творчому вечері Леоніда Ширіна за піснею «Мама», на концерті вихованців талант-шоу «Академія талантів», а також отримав нагороду «Пісня року-2013».
7 жовтня 2016 року Євген дає свій перший сольний концерт у Білорусі в рамках туру "Аномалія".

## Дискографія

### Альбоми та диски
- «Знаки зодиака» (2013)
- «К Тебе» (2013)
- «Здесь и сейчас» (2014)
- «Избранное» (2015)

### Відеокліпи
| Рік  | Відео            | Режисер             | Альбом           |
| ---- | ---------------- | ------------------- | ---------------- |
| 2013 | «Знаки зодиака»  | Максим Літвінов     | «Знаки зодиака»  |
| 2013 | «К тебе»         | Олександр Філатович | «К тебе»         |
| 2016 | «Реальная мечта» | Сергій Сторожев     | «Здесь и сейчас» |
| 2016 | «Наша любов»     | Олександра Тесленко |                  |